# 2014 en Saskatchewan
Chronologie de la Saskatchewan
- 2010
- 2011
- 2012
- 2013
- 2014
- 2015
- 2016
- 2017
- 2018

Cette page concerne des événements d'actualité qui se sont produits durant l'année 2014 dans la province canadienne de la Saskatchewan.

## Politique
- Premier ministre : Brad Wall
- Chef de l'Opposition :
- Lieutenant-gouverneur : Vaughn Schofield
- Législature :

## Événements
- Mars : début de la mise en exploitation de la Mine de Cigar Lake en uranium.

## Décès
- 30 janvier : Cornelius Pasichny, 86 ans, hiérarque de l'église Catholique-Ukrainienne, évêque de Saskatoon (1996–1998) et de Toronto (1998–2003). (° 27 mars 1927)